# Batalla de Embabo
La batalla de Embabo se libró el 6 de junio de 1882, entre las fuerzas del Shewa del Negus Menelik y las fuerzas Gojjame del Negus Tekle Haymanot. El enfrentamiento ocurrió por las ambiciones de ambas partes para hacerse con la región al sur del río Gibe.
Las fuerzas de Gojjame al mando de Tekle Haymanot fueron derrotadas. Esta es una de las tres batallas (junto con Chelenqo y Adwa) que Donald Donham enumera que llevaron a la supremacía de Shewa sobre el resto de Etiopía.

## Antecedentes
Geográficamente, al sur de Gojjam, al otro lado del río Abay, y al suroeste de Shewa, se encuentra la fértil región de Gibe.
Políticamente, tanto en Gojjam como en Shewa existían reinos, ambos, vasallos del emperador de Etiopía. Y ambos reinos ambicionaban la fértil región de Gibe.
El reino de Gojjame tomó la iniciativa. Empezó a acaparar las rutas comerciales. Por ejemplo, en 1810, un gran volumen de comercio de lujo pasó al norte a través de Gojjam (y su principal mercado en Boso) a la costa del Mar Rojo, mucho más que pasó al este a través de Shewa hasta la costa.El Negus Bofo de Limmu-Ennarea mantuvo buenas relaciones con el gobernador contemporáneo de Gojjam. Sobrevive una carta de su hijo Abba Bagibo al Dejazmach Goshu Zewde. En esta, buscaba alianza contra un enemigo mutuo.
El ejército de Shewa estaba dirigido por el Ras Gobana Dacche, y el de Gojjame, por el Ras Darrasu, un vasallo del Negus Tekle Haymanot; Ras Gobana había obligado a su oponente a entregar el tributo que le traía a Tekle Haymanot. Humillado, Tekle Haymanot intercambió palabras de enojo con su compañero, Menelik II, lo que resultó en que los dos potentados dirigieran sus ejércitos para enfrentarse en Embabo, cerca del río Guder.

## Batalla
La batalla comenzó a las 10:00 a. m. cuando los cañones del reino de Gojjam empezaron a disparar contra las tropas del reino de Shewa. Los cañones de ambos bandos causaron pocos daños y pronto quedaron inoperables. Después de una ráfaga de disparos de rifle, los soldados de ambos bandos cargaron y se enfrentaron. El enfrentamiento se volvió una feroz batalla de combate cuerpo a cuerpo de un día de duración, en la que ambos reyes participaron como soldados ordinarios.
Ya en la tarde, el centro de las tropas de Gojjame se derrumbó. Las tropas de Shewa hirieron a Tekle Haymanot y le capturaron. Las tropas al mando de su hijo, Ras Bezzabbeh, se rindieron y fueron hechas prisioneros. Ras Darrasu continuó luchando hasta que una carga de caballería dirigida por Ras Gobana atacó su flanco terminó con su resistencia. Con esto, la batalla terminó. Más de la mitad de las fuerzas de Gojjame murieron durante la batalla. Las tropas de Shewa sufrieron 913 muertos y 1.648 heridos.

## Secuelas
"En la victoria, Menelik estaba preparado para ser magnánimo", afirma Marcus. Menelik permitió que los soldados comunes regresaran a sus granjas y araran sus tierras antes de la temporada de lluvias. Por su papel vital en el conflicto, Menelik otorgó a Ras Gobana el cargo de gobernador de la región de Gibe.
Según una tradición oromo, Tekle Haymanot había sido capturado por un esclavo llamado Sambato, quien desconocía la identidad de su prisionero. Ras Mangasha Atikam reconoció al prisionero de Sambato, compró a su cautivo por diez táleros de María Teresa y lo llevó a la tienda de Ras Gobana. Gobana, al ver al Negus, lo llamó en amárico: "¡Gojjame, tráeme el plato!" – respondiendo a un alarde que Tekle Haymanot había hecho antes de que los dos ejércitos se enfrentaran: "Después de la batalla, Ras Gobana llevará mi bandeja de regreso a Gojjam". Sambato también recibió su libertad y fue nombrado fitawrari por capturar al negus enemigo.
El emperador Yohannes IV, señor supremo de ambos, se indignó con los eventos. Dos de sus dos vasallos habían entrado en abierta guerra entre sí. Marchó a Were Ilu, dentro de las fronteras de Menelik, donde exigió la liberación de Tekle Haymanot y su familia.
En las negociaciones, el Emperador Yohannes IV forjó un compromiso: Yohannes IV tomaría Agawmeder del Negus Tekle Haymanot y Wollo del Negus Menelik; Menelik entregaría las armas que capturó al lugarteniente de Yohannes IV, Ras Alula Engida. Para consolidar la paz, se realizaron varios matrimonios, entre ellos Negus Menelik con la hija de una familia noble de los propios dominios del Emperador, Taitu Betul.